# Jinwar
Jinwar oder Dschinwar ist ein Frauendorf, das in der Selbstverwaltung von Nord- und Ostsyrien, allgemein bekannt als die Region Rojava in der Nähe der Stadt Sere Kaniye, am 25. November 2018 gegründet wurde. Jinwar entstand als selbstverwalteter Ort, um Frauen aufzunehmen, die die Gewalt durch den ISIS überlebt hatten und vor diesem fliehen mussten. Die feministische und autonome Frauenkommune, die sich ökologisch verwaltet, nimmt Frauen aller Ethnien und Religionen auf. 
Der Name setzt sich aus den Wörtern Jin (Frau) und War (Heimatland) zusammen. Aus dem Kurdischen übersetzt bedeutet Jinwar Land der Frauen und ist von der Jineologie inspiriert, der „Wissenschaft der Frauen“, die laut dem kurdischen Anführer Abdullah Öcalan, dessen Ideologie die in Rojava dominierende Partei PYD nahesteht, eine vom Patriarchat freie Gesellschaft vorsieht.

## Geschichte

### Selbstverwaltung von Kurdinnen und Kurden
Als in Kobanê 2012 im Verlauf des syrischen Bürgerkrieges die Revolution ausgerufen worden war, kam es zur Gründung der Demokratischen Föderation von Nordsyrien im Jahr 2012. Sie basiert auf Säkularismus, Demokratie und Gleichstellung der Geschlechter. Mit der Gründung der Frauenkommune Jinwar entstand ein selbstverwalteter Ort, in der ebenso selbstverwalteten Region, in der Frauen, die den ISIS überlebten und vor den repressiven Geschlechtertraditionen in der Region geflohen sind, in Sicherheit leben können.
Nachdem der IS ab 2015 zuerst in Kobanê (Schlacht um Kobanê) und 2017 in Ar-Raqqa maßgeblich durch die kurdische Volksverteidigungseinheit YPG und die Fraueneinheit YPJ besiegt worden war, begannen Kurdinnen und Kurden sich selbst zu verwalten. Dieses Gebiet mit dem kurdischen Namen Rojava – was für Westkurdistan steht – ist abgegrenzt zu den kurdischen Gebieten in der Türkei, dem Iran und Irak. Ab 2018 heißt das Gebiet Autonome Selbstverwaltung in Nord- und Ostsyrien und besitzt einen multiethnischen Anspruch.
Jinwar ist aus der demokratischen Ideologie entstanden, die seit dem Ausbruch des Bürgerkriegs im Jahr 2011 die Gründung von Rojava vorangetrieben hat. Das Gebiet hat sich weitgehend entwickelt, obwohl es auf allen Seiten Feinde gibt: Isis, die Truppen des syrischen Präsidenten Bashar al-Assad und die Türkei, die die kurdischen YPG-Kämpfer gleichbedeutend mit der PKK sehen und so als terroristische Organisation betrachten. Die sogenannte Frauenrevolution ist ein wichtiger Teil der Philosophie von Rojava.

### Kurdischer Feminismus und Bedrohungen
Das Kernprinzip des kurdischen Feminismus besteht darin, neu zu überdenken, wie eine Gesellschaft aussehen kann, inwieweit Frauen unabhängig sein können und wie wichtig die gesellschaftspolitische Freiheit ist, bevor ein gerechterer Standard für Frauen erreicht wird.
Ein Angriff aus der Türkei am 9. Oktober 2020 zwang die Frauen, Jinwar nach tagelangem Artilleriebeschuss und Bombardierungen zu verlassen. Später kehrten die Frauen in das zerstörte Dorf zurück und versprachen, es wieder aufzubauen: „Lasst uns gegenseitig gegen die Angriffe des türkischen Staates und alle anderen Formen patriarchalischer Gewalt und Unterdrückung verteidigen.“ Ziel ist es, an den feministischen Prinzipien festzuhalten und der Opposition standzuhalten, die darauf abzielt, Zivilisten zum Schweigen zu bringen und sie ihrer Menschenrechte zu berauben.
Der Name des Frauendorfes setzt sich aus den Wörtern Jin, was Frau bedeutet, und War, das mit Heimatland übersetzt wird, zusammen.

## Aufbau und Organisation
Jinwar gilt als das einzige ökologisch wirtschaftende Frauendorf weltweit und wurde am 25. November 2018, dem Internationalen Tag für die Beseitigung von Gewalt gegen Frauen, gegründet. Das Dorf, das nach den Grundsätzen der Selbsterhaltung verwaltet wird, soll eine friedliche Umgebung insbesondere für Frauen und Kinder bieten, die im Krieg Verluste erlitten haben und/oder Opfer patriarchaler Gewalt geworden sind.
Die reine Frauengemeinschaft, die von den Frauen der örtlichen kurdisch geführten Verwaltung gegründet wurde, soll einen Ort bieten, in dem Frauen „frei von den Zwängen der unterdrückerischen Machtstrukturen des Patriarchats und des Kapitalismus“ leben können. Bei der Eröffnung im November 2018 lebten in 12 der 30 Lehmziegelhäuser kurdische, jesidische und arabische Familien. Die Frauen haben ihre eigenen Häuser gebaut, backen ihr eigenes Brot und kümmern sich um das Vieh und den Ackerbau, kochen und essen gemeinsam.

„Sie sahen die Lehmhäuser, in denen wir zusammenlebten; die Schule, in der unsere Kinder Kurdisch lernten; das Zentrum für Naturmedizin, das bald eröffnet werden sollte; unsere Gemeinschaftsbäckerei; unsere Hühner, Pfauen und Hunde; die Bäume, die wir in unserem Garten pflanzten. Vor der türkischen Invasion war Jinwar ein Zufluchtsort für Frauen aus dem gesamten Nordosten Syriens und darüber hinaus – Kurden, Araber, Yeziden. Einige unserer Ehemänner wurden von ISIS getötet; andere von uns verließen missbräuchliche Beziehungen, um in Jinwar zu leben. Hier war ein Ort, an dem Frauen gemeinschaftlich und autonom leben und ihre Kinder frei von männlichem Einfluss aufziehen und erziehen konnten. Jinwar war nur ein kleiner Teil der gesellschaftlichen Revolution, die im gesamten Nordosten Syriens stattfindet – bei uns als Rojava bekannt –, wo sich Frauen in jeder Stadt autonom organisieren und alternative Lebensformen schaffen, die auf den Grundsätzen des gemeinschaftlichen Lebens, des ökologischen Denkens und einer genossenschaftlichen Wirtschaft basieren.“

Jinwar entstand unter dem Dach der Jineolojî-Akademie und es leben etwa 70 Frauen und Kinder kollektiv zusammen. Alle Lebensbereiche sind selbstorganisiert und basieren auf nachhaltigen und gemeinschaftlichen Strukturen. Das Kollektiv wählt eine Dorfsprecherin, betreibt Landwirtschaft, einen Dorfladen und eine kleine Bäckerei. Die Schule von Jinwar wird auch von Kindern der umliegenden Dörfer besucht. Männern ist es nicht gestattet, über Nacht zu bleiben und in Jinwar zu leben. Der Besuch von Männern ist tagsüber möglich, solange sie sich den Frauen gegenüber respektvoll verhalten. Die Söhne der Frauen, die in dem Frauendorf leben und mit deren Werten vertraut sind, dürfen selbst entscheiden, ob sie in Jinwar leben möchten, wenn sie die Volljährigkeit erreichen.

## Internationale Wahrnehmung
Anuscheh Amir-Khalili initiierte 2019 den Heilkräutergarten Hevrîn Xelef, im hinteren Teil des ehemaligen Jacobi-Friedhofes in Berlin-Neukölln, ein Projekt, dass u. a. den Austausch um traditionelles Wissen um Pflanzen und Kräuter in Partnerschaft mit dem Frauendorf Jinwar unterstützen soll. Das Berliner Projekt entstand als „Schwesterngarten“ mit dem Frauendorf Jinwar, wo im selben Zeitraum ein Gesundheitszentrum für geflüchtete Frauen und Kinder entstehen sollte. Am Internationaler Tag zur Beseitigung von Gewalt gegen Frauen 2022 wurde dort ein Gedenkbaum für Jina Mahsa Amini gepflanzt.
Die Berliner Frauen und das Projekt Jinwar kooperieren durch den Austausch von Wissen und Samen sowie gegenseitige Besuche. Die Berliner Gruppe unterstützt Jinwar politisch und finanziell, beispielsweise für ein Gesundheitszentrum und Solarpaneele. Der Garten in Berlin dient als Ort für Austausch, Empowerment und Wissensvermittlung, inspiriert von der Jineolojî in Jinwar.
Der Film Who is Afraid of Ideology? (2019) von Marwa Arsanios untersucht Care-Arbeit im landwirtschaftlichen Kontext und rückt dabei die Selbstverwaltungsstrukturen der autonomen Frauengemeinschaft Jinwar in den Fokus. Anhand verschiedener Protagonistinnen wird die Lebensweise und die Arbeitsverteilung innerhalb der Gemeinschaft dargestellt.